# Karakó
Karakó község Vas vármegyében, a Celldömölki járásban.

## Fekvése
A megye délkeleti szélén fekszik, a Marcal-medencében, a Marcal bal (nyugati) parti oldalán, a Torna-pataknak a folyóba való betorkollása közelében.
A közvetlenül határos települések: északkelet felől Kamond, délkelet felől Zalaszegvár [mindkettő Veszprém vármegye része], dél felől Nemeskeresztúr, nyugat felől Jánosháza, északnyugat felől pedig Kemenespálfa. Délnyugat felől a legközelebbi település Keléd, de közigazgatási területeik (kevés híján) nem érintkeznek. A legközelebbi város Jánosháza, alig 3 kilométerre.

### Megközelítése
Közigazgatási területét átszeli kelet-nyugati irányban a 8-as főút, így ez a legfontosabb közúti megközelítési útvonala. A főút a belterületének északi széle mellett húzódik végig, központján csak az abból leágazó a 7381-es út halad végig; ugyanez az út kapcsolja össze Jánosháza központjával is. Külterületeit egy-egy rövid szakaszon érinti még délnyugaton a 84-es főút és a 8457-es út is.
A hazai vasútvonalak közül a Boba–Bajánsenye-vasútvonal érinti, mely a 8457-es úttal szinte teljesen párhuzamos nyomvonalon szeli át a délnyugati külterületeit, megálló nélkül; a legközelebbi vasúti csatlakozási lehetőséget a vonal Jánosháza megállóhelye kínálja, alig több mint 2 kilométerre nyugatra.

## Nevének eredete
Neve szláv eredetű, jelentése: folyóág.

## Története

### Középkor
Karakó települést a vidék egyik legrégebben lakott helyeként tartják számon. Történelmét és egykori jelentőségét fekvésének köszönheti, ugyanis itt volt az akkor még mocsaras, szinte átjárhatatlan Marcal folyó völgyének egyik legjelentősebb átkelőhelye, melynek felügyelete céljából a 10. század végén vagy a 11. század elején István király erődített földvárakat emeltetett. A karakói várispánság eredetileg az alábbi négy várból állt: Karakó, Nagykeszi, Szegvár és Tüskevár. A földvártól kissé délkeletre egy nagyobb méretű földvár, Szegvár árka található, melynek első okleveles említése 1156-ból származik és pusztulása a tatárjárás idejére tehető. 

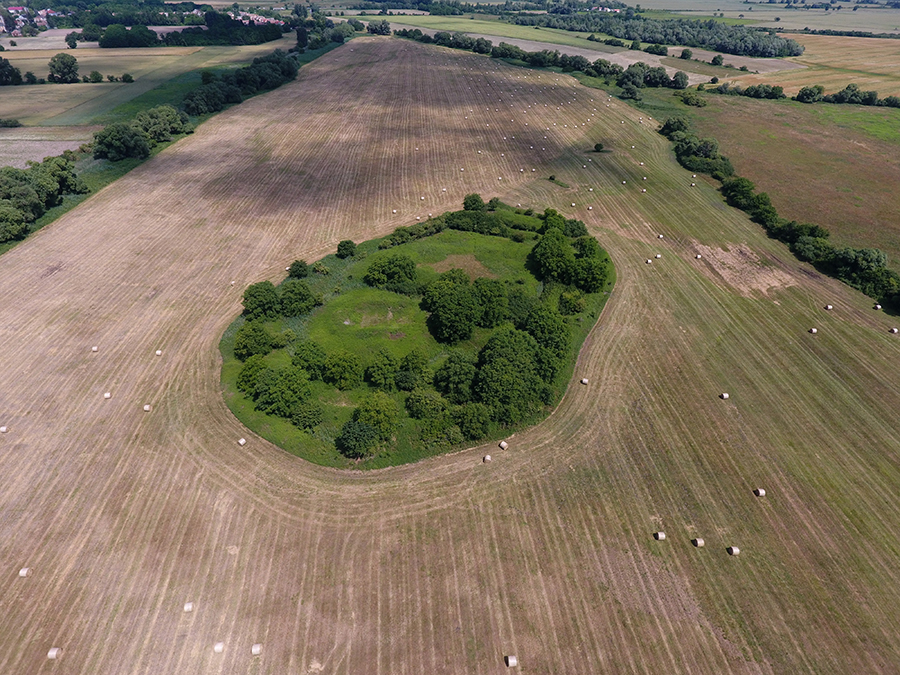
Karakó várából ennyi maradt (Ókarakó) - légi fotó

A karakói vár keletkezése Szegvár pusztulása utánra valószínűsíthető, mely elődjénél sokkal kisebb méretű, de összetettebb, külső és belső részre oszlik, ezért a kutatók szerint egy nemesi família és szolgaszemélyzete lakhatta.
A vár alatti Karakó község története szorosan összefonódott az itt épült várral. Még az 1700-as években is vámszedőhely volt, fontos településnek számított, egyes vélemények szerint rövid ideig mezőváros is volt. Jelentősége azonban a közeli Jánosháza felemelkedése miatt nagyrészt csökkent.
Az egykori vár és település jelentőségét mutatják a fennmaradt oklevelek is: 1277 december 20-án Karakón tartózkodott IV. László király is, aki itteni királyi táborában fogadta Henrik bán fiait. 
A királyi birtokként ismert területet a 14. század vége körül Zsigmond király Irnosd fiának, Lászlónak adományozta. Később Somló várának birtokaihoz csatolták.
Birtokosai Kinizsi Pál és Magyar Benigna adományaként sokáig a pálos szerzetesek voltak, először a vázsonykői, majd a pápai pálosok gazdálkodtak itt. A rendek feloszlatása után a Kamara felügyelte a birtokot.

### Újkor
A kővárak építésével Karakó vára jelentőségét fokozatosan elveszítette, de mint erősség egészen a 17. századig létezett. 1552-ben Magyar Bálint és vitézei csatát vívtak itt a törökökkel, majd 1666-ig török hódoltság alá tartozott.
1707-ben Bottyán János harcolt Karakónál a császári csapatokkal. Katonáival visszavonult a sáncok mögé, ágyúit az út töltésének irányítva gyalogságával itt foglalt állást. Biztos védelmet talált a sáncok mögött, mert a császáriak azokat megtámadni nem merték.

### 19-20. század
Később, 1809 július 10.-én Napóleon serege a karakói átkelőért folytatott küzdelemben itt megverte a nemesi felkelőket. Az 1848-as szabadságharcban pedig a vasvári nemzetőrség tanyázott benne néhány hétig.
1976-ban a területén végzett régészeti kutatások alkalmával, gazdasági szerszámok és nyílhegyek kerültek elő földjéből.

## Közélete

### Polgármesterei
- 1990–1994: Elekes János (SZDSZ)[4]
- 1994–1998: Elekes János (SZDSZ)[5]
- 1998–2002: Takács János (független)[6]
- 2002–2006: Takács János József (független)[7]
- 2006–2010: Takács János József (független)[8]
- 2010–2014: Takács János József (független)[9]
- 2014–2019: Takács János József (független)[10]
- 2019–2024: Elekes János (független)[11]
- 2024– : Dibáczi-Papp Anita (független)[1]

## Népesség
A település népességének változása:
| Lakosok száma | 188  | 185  | 183  | 200  | 203  | 203  | 200  |
|               | 2013 | 2014 | 2015 | 2021 | 2022 | 2023 | 2024 |

A 2011-es népszámlálás során a lakosok 84%-a magyarnak, 2,1% németnek, 7% cigánynak, 1,1% románnak mondta magát (15% nem nyilatkozott; a kettős identitások miatt a végösszeg nagyobb lehet 100%-nál). A vallási megoszlás a következő volt: római katolikus 68,4%, református 1,6%, evangélikus 1,1%, izraelita 1,1%, felekezet nélküli 2,1% (25,7% nem nyilatkozott).
2022-ben a lakosság 80,8%-a vallotta magát magyarnak, 3,9% németnek, 3% cigánynak, 1% horvátnak, 1% egyéb, nem hazai nemzetiségűnek (17,2% nem nyilatkozott; a kettős identitások miatt a végösszeg nagyobb lehet 100%-nál). Vallásuk szerint 43,8% volt római katolikus, 5,4% református, 0,5% evangélikus, 0,5% egyéb keresztény, 3% egyéb katolikus, 6,4% felekezeten kívüli (40,4% nem válaszolt).

## Nevezetességei
- Karakó vára - egy középkori sáncvár maradványai, a községtől kb. 500 méterre délre, a Marcal folyó jobb partján találhatók.